# Pokoše
Pokoše – wieś w Słowenii, w gminie Slovenska Bistrica. W 2018 roku liczyła 184 mieszkańców.